# Дисфорджес, Джин
Джин Кэтрин Дисфорджес (после замужества — Пикеринг, англ. Jean Catherine Desforges (Pickering); 4 июля 1929, Форест-Гейт, Большой Лондон, Великобритания — 25 марта 2013, Уэлин-Гарден-Сити, Хартфордшир, Великобритания) — британская легкоатлетка, бронзовый призёр летних Олимпийских игр в Хельсинки (1952).

## Спортивная карьера
Успешно выступала сразу в нескольких легкоатлетических дисциплинах: спринте, прыжках в длину, пятиборье и барьерном беге.
На чемпионате Европы в Брюсселе в 1950 г. стала пятой на дистанции 80 метров с барьерами и выиграла золотую медаль в эстафете 4×100 м. На летних Олимпийских играх в Хельсинки (1952) завоевала бронзовую медаль в эстафете 4×100 м и была пятой в забеге на 80 м с барьерами. На континентальном первенстве в Берне (1954) стала чемпионкой в прыжках в длину (6,04 м), в том же году на Играх Содружества в Ванкувере выиграла две бронзы: на дистанции 80 м с барьерами и в прыжках в длину.
На излюбленной дистанции 80 м с барьерами становилась четырёхкратной чемпионкой Великобритании (1949, 1952, 1953 и 1954), дважды первенствовала в прыжках в длину (1953 и 1954) и дважды — в пятиборье (1953 и 1954).
В 2011 г. была введена в Зал славы британской легкой атлетики. Была замужем за тренером и спортивным комментатором Би-Би-Си Роном Пикерингом. Возглавляемый ею благотворительный фонд в период с 1991 по 2013 гг. оказал помощь британским спортсменам на общую сумму 1,3 млн фунтов стерлингов. Сын спортсменки, Шон Пикеринг, принимал участие в Олимпийских играх в Атланте (1996) в соревнованиях по толканию ядра.